# المدرب (مسلسل)
المدرب (بالإنجليزية: Coach)‏ هو مسلسل كوميدي تم إنتاجه في الولايات المتحدة. بدأ عرضه في سنة 1989 على هيئة الإذاعة الأمريكية. بلغ عدد مواسم المسلسل 9 مواسم، بلغ عدد حلقاته 200 حلقة، وتبلغ مدة الحلقة الواحدة 24 دقيقة. تم بث المسلسل لأول مرة بتاريخ 28 فبراير 1989 بينما تم بث آخر حلقة منه بتاريخ 14 مايو 1997 بعد أن استمر لقرابة 8 أعوام. من بطولة كريج تي نيلسون. فاز المسلسل بعدة جوائز.

## وصلات خارجية
- المدرب على موقع IMDb (الإنجليزية)
- المدرب على موقع ميتاكريتيك (الإنجليزية)
- المدرب على موقع روتن توميتوز (الإنجليزية)
- المدرب على موقع كينوبويسك (الروسية)
- المدرب على موقع ألو سيني (الفرنسية)
- المدرب على موقع قاعدة بيانات الفيلم (الإنجليزية)
- الموقع الرسمي